# 三巴洛區
三巴洛也译三巴乐（Sampaloc），是菲律賓馬尼拉的市轄區，是住宅區和教育機構的集中地。菲律賓總統府－馬拉干鄢宮的部份官舍亦座落於此。